# Wardżanauli (gmina Kobuleti)
Wardżanauli (gruz. ვარჯანაული) – wieś w Gruzji, w republice autonomicznej Adżarii, w gminie Kobuleti. W 2014 roku liczyła 7 mieszkańców.